# Barbatula tschaiyssuensis
Barbatula tschaiyssuensis är en fiskart som först beskrevs av Banarescu och Nalbant, 1964.  Barbatula tschaiyssuensis ingår i släktet Barbatula och familjen grönlingsfiskar. IUCN kategoriserar arten globalt som sårbar. Inga underarter finns listade.